# 阿尔蒂普拉诺高原

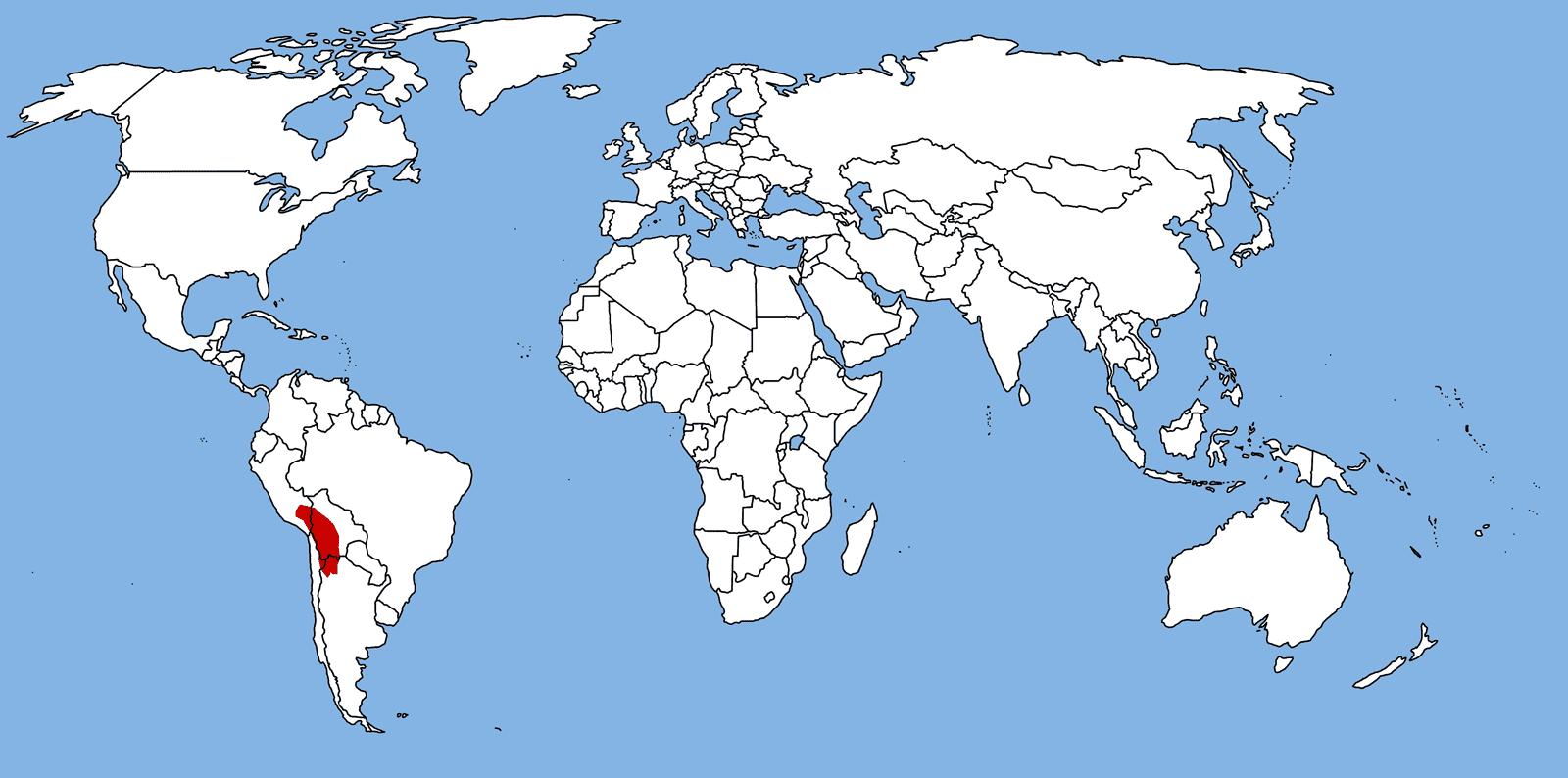
阿尔蒂普拉诺高原在南美洲的位置

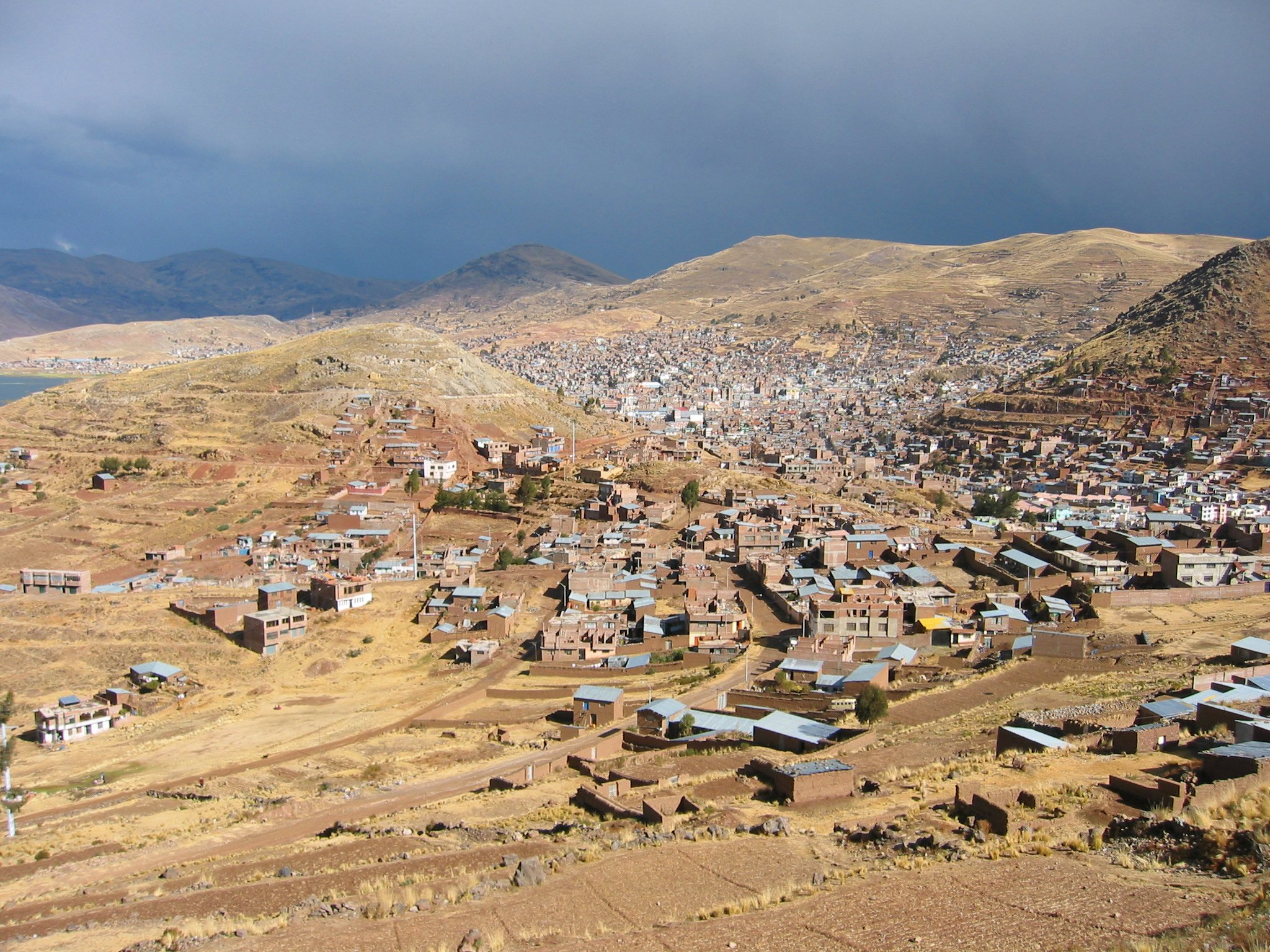
阿尔蒂普拉诺高原上的城市：秘鲁普诺

阿尔蒂普拉诺高原（西班牙語：Altiplano，意为高地平原）也稱為玻利维亚高原，位於南美洲中部安第斯山脉最宽广处，是世界上继青藏高原之后的又一片平均海拔超过3,000米的大高原，南美洲最大湖的的喀喀湖是其最为著名的地理特色。
阿尔蒂普拉诺高原是位於安第斯山脉中部的内流盆地，地跨智利、阿根廷、玻利维亚、秘鲁和厄瓜多尔。平均海拔约3,300米（11,000英尺），略逊于青藏高原。但与青藏高原不同的是，阿尔蒂普拉诺高原是以高原西部中央火山地带的大规模活火山为主。高原的西南部是地球最干燥的地区之一的阿塔卡马沙漠，与之相反，东部却是湿润的亚马逊雨林。
阿尔蒂普拉诺高原是許多前哥倫布時期南美文明的據點，包括戚里峇文化（Chiripa）、蒂亞瓦納科和印加帝國。西班牙於16世紀征服當地。
高原內的主要經濟活動是採礦、駱馬與小羊駝的畜牧，以及城市中的服務業。當地也是國際旅遊熱點。